# Televizor portabil

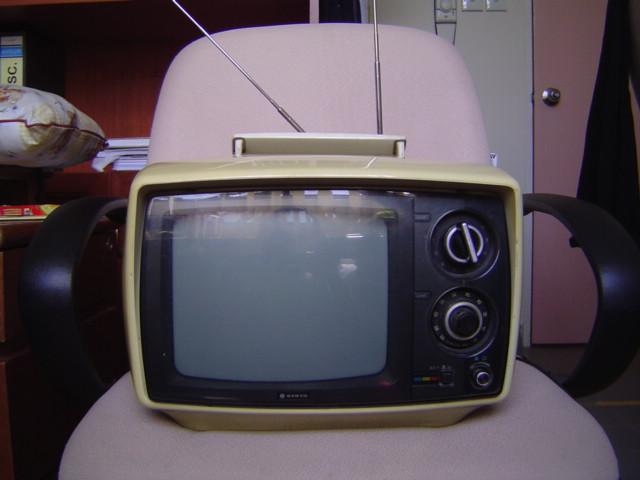
TV cu tub cinescop portabil, cu recepţie de semnal analogic

 Televizorul portabil a fost inițial denumirea pentru un televizor cu un tub catodic de dimensiuni reduse, o diagonala sub 32 cm, care putea fi transportat cu ușurință. În acest scop marea majoritate erau prevăzute cu un mâner. Aceste modele nu aveau o baterie internă, dar puteau fi conectate atât la o priza auto de 12Vcc, cât si la rețeaua de tensiune alternativă. Ulterior, miniaturizarea afișajului și reducerea consumului de energie prin utilizarea de circuite integrate CMOS, a permis realizarea de modele și mai mici, cu acumulator intern.
Astăzi televizorul portabil este un televizor de dimensiuni reduse, comparabile cu cele ale unui DVD player portabil. Are de obicei ecran de tip LCD. 
Primul model a fost fabricat de Panasonic în 1970, modelul TR-001. Un alt model miniatură a fost vândut de către Clive Sinclair în ianuarie  1977.
Alimentarea cu tensiune se face de la acumulatori încorporați direct în echipament, ca de ex. de la acumulator Li-ion. Unele modele de televizoare portabile pot fi alimentate și de la bateria unui autovehicul. Semnalul tv, care după renunțarea la transmisia analogică a semnalelor la 31 Decembrie 2012, este acum doar în format digital, fie acesta DVB-H (Digital Video Broadcasting Handheld), DVB-T/DVB-T2 (Digital Video Broadcasting Terrestrial) este captat de o mică antenă tv, incorporată sau externă.